# Ludmilla in the House Tour
Ludmilla in the House Tour (estilizado tudo maiúsculo) seria a quinta turnê da cantora brasileira Ludmilla, prevista para iniciar em 25 de maio de 2024, 
no Rio de Janeiro, e com previsão de encerramento em 31 de agosto de 2024, em Juiz de Fora.
A turnê celebraria os 10 anos de carreira da artista em 19 apresentações pelo Brasil.
Em 15 de junho de 2024, Ludmilla anunciou através de suas redes sociais o cancelamento da turnê. A artista alegou que a decisão foi tomada mediante o não cumprimento por parte da produtora responsável pela turnê das condições previstas no pré-contrato para a viabilidade dos shows planejados.

Em nota, a produtora 30e afirmou que em relação à turnê, não houve nenhuma negociação anterior à decisão exclusiva da artista, e seu comunicado.

## Desenvolvimento
Em 18 de dezembro de 2023, durante uma coletiva de emprensa em São Paulo, Ludmilla anunciou sua nova turnê nacional em comemoração aos seus 10 anos de carreira. 
No teaser divulgado, a artista apresenta 10 versões de si ao longo de sua trajetória. Em evento fechado, ela também mostrou alguns de seus figurinos mais emblemáticos.
```
“Foram 10 longos anos de carreira. Muita coisa aconteceu, várias vezes eu achei que não seria possível. Olhando para a MC Beyoncé, passando pela Verdinha, Rainha da Favela, em todas as versões eu consegui sentir que eu posso fazer o que quiser, e é isso que quero passar para o Ludmilla In The House”, afirmou a cantora.
```

A abertura das vendas aconteceu uma dia depois, no dia 19 de dezembro de 2023.

## Repertório
Não definido

## Datas
| Data (2024)  | Cidade         | País   | Local                               |
| ------------ | -------------- | ------ | ----------------------------------- |
| 25 de maio   | Rio de Janeiro | Brasil | Jeunesse Arena                      |
| 1 de junho   | Vitória        | Brasil | Área Verde Álvares Cabral           |
| 8 de junho   | São Paulo      | Brasil | Allianz Parque                      |
| 21 de junho  | Belém          | Brasil | Hangar Centro de Convenções         |
| 29 de junho  | Manaus         | Brasil | Studio 5 Centro de Convenções       |
| 5 de julho   | Fortaleza      | Brasil | Estacionamento do Iguatemi Bosque   |
| 6 de julho   | Natal          | Brasil | Praça de Eventos da Arena das Dunas |
| 12 de julho  | Teresina       | Brasil | Estacionamento do Theresina Hall    |
| 13 de julho  | São Luís       | Brasil | Estacionamento do Shopping São Luís |
| 19 de julho  | Aracaju        | Brasil | Centro de Convenções AM Malls       |
| 20 de julho  | Olinda         | Brasil | Classic Hall                        |
| 27 de julho  | Salvador       | Brasil | Wet'n Wild                          |
| 2 de agosto  | Porto Alegre   | Brasil | Estádio Passo d'Areia               |
| 9 de agosto  | São José       | Brasil | Arena Opus                          |
| 16 de agosto | Curitiba       | Brasil | Live Curitiba                       |
| 23 de agosto | Goiânia        | Brasil | Centro Cultural Oscar Niemeyer      |
| 24 de agosto | Brasília       | Brasil | Arena BRB Mané Garrincha            |
| 30 de agosto | Belo Horizonte | Brasil | Arena Independência                 |
| 31 de agosto | Juiz de Fora   | Brasil | Estacionamento Estádio Municipal    |